# Sokolskygambiet
Het Sokolskygambiet of Tartakowergambiet is bij het schaken een variant van de Sokolsky-opening, die te vinden is onder de flankspelen.
De beginzetten van dit gambiet zijn: 1.b4 e5 2.Lb2 f6 3.e4 Lxb4. Wit zal in deze veelal antwoorden met 4. Lc4.
Eco-code A 00.
De naam tartakowergambiet komt van de schaker Sawielly Tartakower.